# 24시간이 모자라
'24시간이 모자라'는 대한민국의 가수 선미의 솔로 데뷔 싱글이다. 2013년 8월 26일 KT 뮤직을 통해 디지털 싱글로 발매되었다.  이 노래는 박진영이 작곡, 프로듀싱, 의상, 뮤직비디오 거의 모든 부분을 맡았다. 노래의 총 프로듀서인 박진영은 2012년 11월부터 노래에 대한 구상을 시작했고, '24시간이 모자라'를 선미에게 들려주며 솔로 데뷔를 제안했다. 노래의 컨셉은 섹시지만, 진한 화장, 높은 하이힐, 야한 표정 등 의례적 섹시가 아닌 핑크색 단발 머리, 맨발, 옅은 화장 등은 섹시와 거리가 있다.
안무는 존테, 김혜랑, 김화영, 이주영 등 여러 명의 안무가가 참여해 만들었다. "GQ"는 안무를 올해의 안무에 선정했다. 가사적인 부분에서는 사랑을 처음 느낀 소녀가 24시간 사랑하는 사람과 같이 있는데도 시간이 모자르다고 느낀다는 것이다. '24시간이 모자라'는 가온 디지털 차트 최고 2위, 빌보드 K-Pop 핫 100 3위 등 상위권에 오르는 상업적 성과를 거뒀다.
뮤직비디오의 컨셉은 "소녀에서 섹시함을 알아가는 과정에 있는 여성"이며, 원더걸스의 멤버들인 유빈과 예은이 의견을 냈다. 선미는 2013년 8월 22일 "엠카운트다운"에서 최초로 '24시간이 모자라' 무대를 선보였다. 이후 9월 22일 "인기가요"를 끝으로 공식적인 활동을 마쳤다. 한편, 유재석, 신봉선, 홍석천, 김준호와 같은 방송인들과 싸이, 수영, 임시완 등 많은 가수들이 콘서트에서 패러디를 했다.

## 제작 및 구성

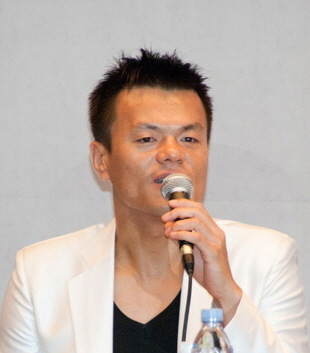
박진영은 '24시간이 모자라' 노래, 컨셉, 뮤직비디오 등 거의 모든 부분에 있어 참여했다.

선미는 동국대학교에 입학한 이후 보컬, 춤, 연기, 일본어, 영어와 같은 외국어 등을 배우며 결과물을 JYP 연습생들이 사용하는 웹하드에 꾸준히 올렸고 이를 본 박진영이 솔로 데뷔를 결정했다. 그리고 2012년 11월 박진영이 선미에게 "너에 대한 그림이 머릿속에 있다"고 말한 뒤, 12월 솔로 데뷔를 제안했다. 2013년 3월에는 박진영이 '24시간이 모자라'를 들려주면서 "널 생각하면서 썼다"며 말했고, 노래과 함께 컨셉을 준비했다. 박진영은 "너만 준비가 되면 언제든지 내주겠다"고 말했고 7월 영상을 보더니 발표해도 될 거 같다며 세부적인 것을 준비했다. 이 노래는 2000년 박지윤의 '성인식'이후 13년 만에 박진영이 작사, 작곡 프로듀싱, 의상, 뮤직비디오를 모두 맡은 여성 솔로 댄스 가수 프로젝트인 2013년판 성인식이다. 선미는 '성인식'과의 비교에 대해 "안무나 의상 같은 외적으로 보이는 콘셉트는 다르지만 공통된 점이 있다면, 깊은 성숙함이 아닌 소녀에서 여자가 되어가는 과정에서 나오는 '섹시함'을 표현한다는 거예요"라고 설명했다. 선미는 녹음 중 미치겠는 감정을 표현하기 어려워서 박진영이 녹음실 불을 끈다던지, 녹음하기 전 "미치겠어! 미치겠어! 두 번만 외쳐봐"라고 말하며 감정을 이끌어내는데 도움을 줬다. 이 노래는 감정을 유지하면서 불러야 했기 때문에 이어서 총 9번 녹음 했고, "안 섹시하다"는 등 녹음 중 많이 혼나기도 했다.
선미는 이번 컨셉에 대해 "원숙한 섹시함이 아닌 내 나이에 맞는 섹시미를 강조했다. 소녀에서 여자로 변하는 덜 여문 섹시함이다"라고 설명했다. 섹시 컨셉을 위해 원더걸스 활동 시절 41kg이었던 몸무게를 47kg까지 찌웠고, 이제 막 사랑에 눈을 뜬 감정을 위해 핑크색 단발 머리로 바꿨다. 또 섹시 컨셉이긴 하지만 강한 화장, 높은 하이힐, 야한 표정 등 의례적인 섹시는 싫어 선미가 직접 짧게 자른 머리(핑크색 염색 제안은 박진영이), 맨발 등의 아이디어를 냈다. '24시간이 모자라'의 가사는 사랑을 처음 느낀 소녀가 24시간 사랑하는 사람과 같이 있는데도 시간이 모자라다고 느낀다는 것이다. 선미는 이 노래는 감정이 제일 중요하다고 하며 "미치겠어"라는 말로 표현된 노래다"라고 말했다.
안무에는 비욘세의 'Single Ladies'의 안무가 존테를 포함해 김혜랑, 김화영, 이주영 등 여러 전문가들이 참여했다. 시안은 존테에게 맡겼지만, JYP 엔터테인먼트에서는 조금 부족하다고 생각했고 당시 선미의 트레이닝을 맡고 있었던 김혜랑 전체적인 안무 구성을 짰다. 이후 김혜랑과 제일 친했던 현대무용수 이주영에게 아이디어를 부탁하다가 아예 같이 참여하자고 제안했다. 김혜랑은 컨셉과 잘 어울린다고 생각하며 선미를 "하늘에서 떨어진 요정처럼 만들어보고 싶다"고 말했다. JYP에서는 섹시한 느낌을 많이 요구했고, 연약한 이미지도 생각해 두 가지를 섞어 만들었다. 안무와 함께 의상 부분에 대한 구상도 했는데, 다리가 강조되고 맨발 같은 것을 제안했다. 이러한 과정을 거친 후 박진영이 안무가들의 여러 안무를 조합해 하나로 만들어냈다.

## 발매
2013년 8월 5일 JYP 엔터테인먼트는 "소속사에서 가장 우선시하고 있는 프로젝트이다. 기대해도 좋다"고 말하며 선미가 원더걸스를 탈퇴한지 3년만에 솔로로 컴백한다고 발표했다. 8월 12일 선미의 공식 홈페이지와 SNS를 통해 티저 사진을 순차적으로 공개한다고 발표하며 핑크색 단발 헤어와 흰색 팬츠의상을 입은 첫 번째 사진이 공개되었다. 13일에는 스트라이프 바디수트를 입은 전신사진이 공개되었다. 14일에는 티저 영상을 공개했는데, 앞서 밝은 이미지를 주로 보여준 것에 반해 영상에는 성숙하고 어두운 모습이 담겨져있다. 16일에는 남자 댄서와 춤을 추는 두 번째 티저 영상을 공개했다. 8월 26일 오전 11시 발매에 앞서 카페에서 진행한 선미의 오픈스튜디오를 통해 팬들과 만남을 가졌다. 유빈이 진행을 맡았고 다음 tv팟과 유스트림을 통해 해외로도 생중계 되었다. 같은 날 정오 모든 온라인 음원사이트에서 디지털 싱글로 발매되었다. 이후 2014년 2월 17일 발매된 선미의 첫 미니 앨범 "Full Moon"에 2번 수록곡으로 실렸다.

## 평가
"스캐터브레인"에서는 "누가 들어도 박진영 곡이다. 일부 구간의 재활용까지 곡은 장점보다 단점이 훨씬 많다. 예를 몇 가지 들자면 '너와 함께 있으면 너와 눈을 맞추면'이라는 후렴구 부분은 'Gave me 2 different Tears 너 때문에 난'이라는 부분과 똑같다. 게다가 중간에 차용한 탱고는 얼마 전 자신이 만든 'I Dance'에서 써먹은 것이다. 결론만 이야기하면 이 곡은 그저 전형적일 뿐이다"라며 10점 만점에 4.0점을 줬다. "10 아시아"의 권석정은 "이번 선미의 노래에는 블랙뮤직을 시도하거나, 억지스러운 섹시함을 부여하려는 모습은 보이지 않는다"고 말했다. 이러한 평가와 함께 2013 Mnet 아시안 뮤직 어워드  여자 솔로 부문 퍼포먼스상 후보에 올랐으나, 수상에는 실패했다.

## 차트 성과
'24시간이 모자라'는 한국에서 발매 첫 주 254,339만 건의 디지털 건수를 올리면서 가온 다운로드 차트 2위를 했다. 또한 가온 디지털 종합 차트에서는 윤미래의 'Touch Love'에 밀려 2위를 했다. 다음 주 차트에서는 112,548건을 팔아 다운로드 차트 12위, 디지털 차트 11위로 하락했다. '24시간이 모자라'는 8월 동안 255,309건을 팔아 다운로드 8월 월간 차트 17위에 올랐다. 이후 2013년 동안 총 763,750건의 디지털 판매량을 기록하면서 2013년 연간 다운로드 차트 94위에 올랐다. 가온 디지털 연간 차트에서는 140위에 올랐다. 이 외 스트리밍 차트와 BGM 차트에서는 5위로 진입 첫 주 최고 순위를 기록했다. 가온 노래방 차트 10월 2주차에서는 58위까지 상승하며 최고 순위를 기록했다. 빌보드 K-Pop 핫 100에서는 2013년 8월 5주차에 16위로 진입한다음 그 다음 주 차트에 3위로 상승했다.

## 뮤직비디오

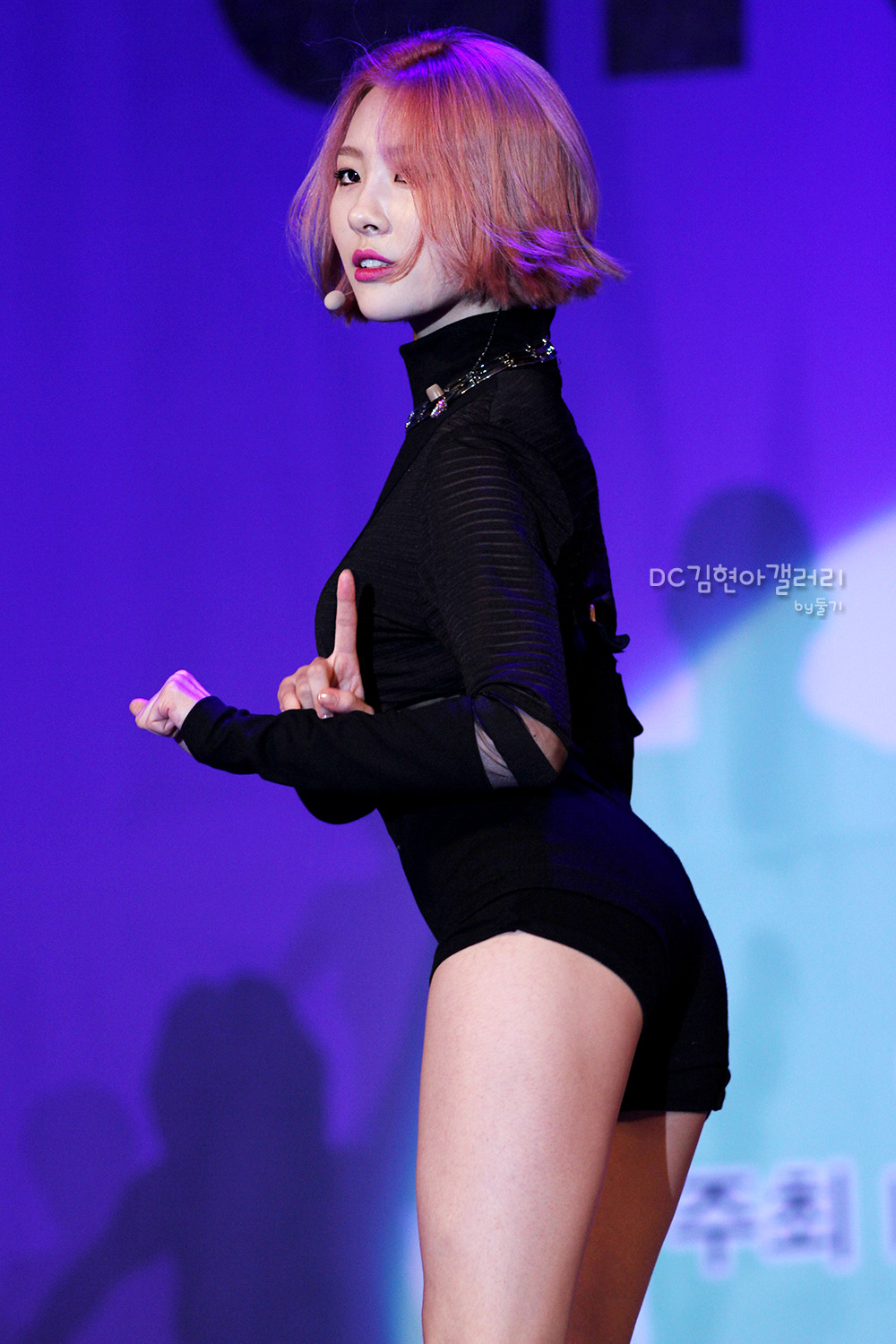
2013년 9월 29일 그린 리본 마라톤 대회 희망콘서트에서 '24시간이 모자라' 공연 중의 선미.

2013년 8월 14일과 16일 두 개의 티저 영상을 공개하면서 뮤직비디오의 일부분을 보여줬다. 이후 8월 20일 '24시간이 모자라' 뮤직비디오를 공개했다. 9월 2일에는 JYP 유튜브 채널과 공식 SNS을 통해 안무 버전 뮤직비디오를 공개했다. 촬영은 2013년 7월 27일 경기도 남양주의 한 세트장에서 32시간 동안 진행되었다. 보통 촬영에는 매니지먼트 팀만 참여하지만, 이번 촬영에는 이례적으로 JYP 엔터테인먼트 직원들이 직접적인 업무가 아닌데도 찾아갔다.
선미는 OSEN과의 인터뷰에서 "이번 퍼포먼스의 콘셉트는 소녀에서 섹시함을 알아가는 과정에 있는 여성을 그리는 것"이라고 말했다. 박진영은 열아홉 살 소녀의 이미지를 원했다. 때문에 속눈썹을 안 붙이는 등 화장을 옅게 했고 야한 표정도 못 짓게 했다. 또 바디슈트 의상에 힐을 신으면 성숙한 느낌이 들 것 같아 맨발로 출연했다. 이 몸에 달라붙는 바디슈트와 순수한 소녀가 사랑의 감정에 눈을 떴다는 의미로 중간에 화장이 진하게 바뀌는 장면, 중간에 제가 블랙스완으로 변하는 장면 등은 원더걸스의 멤버 유빈이 제안 한 것들이다. 뮤직비디오의 배경은 주로 빨간색이 쓰였으며, 영상 내내 맨발과 몸에 달라붙는 짧은 의상을 입고있다. 곡 중간 탱고 리듬으로 전환되는 부분에서 남성 댄서의 무릎 위에 올라가는 현대 무용 요소도 포함했는데, 예은과 유빈  현대 무용 요소를 넣자고 박진영에게 제안 한 것이다. 탱고 리듬으로 전환되는 브릿지 부분에서 뮤직비디오의 화면이 360도로 회전하는데, 이 장면은 카메라 감독이 직접 발걸음으로 회전하면서 만들어졌다.
뮤직비디오 내용은 사랑하는 남자를 통해 사랑에 대해 알게된다는 것으로, 초침 소리와 함께 흰색 와이셔츠를 입고 침대에 웅크리고있는 선미의 모습으로 시작된다. 앞부분까지는 사랑에 대해 아무것도 모르던 여자가 한 남자를 통해 사랑을 알게되면서 그 느낌을 순수한 표정으로 연기하고, 의상도 흰색으로 표현했다. 중반부 이후 탱고 리듬이 시작되면서 사랑에 눈뜨는 모습을 위해 표정이 바뀌며, 의상도 검정으로 바뀐다. 비디오 후반부에는 시계가 다시 되감아지면서 시작부분처럼 선미가 다시 웅크리는 장면으로 끝난다.

### 반응
OSEN에서는 "시공간을 무시한 채 빠르게 전개되는 화면 속에는 박진영식 에로티시즘이 강하게 느껴진다"며 리뷰했다. "GQ"의 2013년 GQ 어워즈에서 "지금 가장 패셔너블한 몸으로 무너지듯 춤출 때, 카메라는 잊을만하면 선미의 맨발을 비췄다. 특정한 몸짓 때문이 아니라 '무드'자체의 밀도가 다른 무대. 실조차 끊겨 우르르 무너진 그녀의 무표정한 무대를 보고 또 봤다"며 올해의 안무로 꼽았다.

## 공연
선미는 2013년 8월 22일 Mnet "엠카운트다운"에서 검은색 스프라이트 바디슈트와 맨발로 '24시간이 모자라'를 처음으로 공연했다. 이후 선미는 인터뷰에서 맨발로 무대에 서는 이유를 말했는데, 남자 백댄서 허벅지 위로 올라가는 안무 중 힐을 신으면 아프기 때문이라고 밝혔다. 23일 KBS "뮤직뱅크"에서는 빨간색 무대배경과 검은색 바디슈트와 골드 악세사리를 착용하고 무대에 섰다. 24일 MBC "음악중심"에서는 빨간 무대배경과 흰색 바디슈트를 입었다. 25일 SBS "인기가요"에서는 젖은 머리와 시스루 바디슈트를 입고 공연했다. 9월 3일 제40회 한국방송대상에서 축하 무대에 올랐다. 이후 9월 22일 "인기가요"를 마지막으로 공식적인 방송 활동을 끝냈다.
2014년 4월 6일에는 "K팝스타 3"에서 이전에 어쿠스틱 버전으로 커버했던 권진아와 선미가 함께 댄스 버전으로 합동 무대를 선보였다. 2014년 6월 23일에는 2014 브라질 월드컵 H조 조별리그 2차전에 앞서 라디오 "김창렬의 올드스쿨" 공개방송에서 '보름달'과 '24시간이 모자라'를 선보였다. 2014년 12월 31일에는 MBC 가요대제전에서 '보름달' 공연 이후 같은 소속사인 GOT7의 유겸과 함께 '24시간이 모자라' 공연을 했다.

## 크레딧
"Full Moon"의 라이너 노트를 참고한 것이다.
| - Written & Produced - J.Y. Park "The Asiansoul" - Lyrics - J.Y. Park "The Asiansoul" - Composed - J.Y. Park "The Asiansoul" - Arranged - J.Y. Park "The Asiansoul", 홍지상 - Published - A-Soul Publishing (KOMCA) - All instruments - J.Y. Park "The Asiansoul", 홍지상 - Computer programming - 홍지상 | - Background vocals - J.Y. Park "The Asiansoul", 선미 - Recorded - 김용운 at JYPE Studios - Recording assisted - 이재원 at JYPE Studios - Mixed - Phil Tan at Ninja Beat Club in Atlanta, GA - Mixing assisted - Daniela Rivera at Ninja Beat Club Atlanta, GA - Mastered - Geoff Pesche at Abbey Road Studios, London |

## 차트
| 차트 (2013)          | 최고 순위 |
| -------------------- | --------- |
| 가온 디지털 차트     | 2         |
| 가온 다운로드 차트   | 2         |
| 가온 스트리밍 차트   | 5         |
| 가온 BGM 차트        | 5         |
| 가온 노래방 차트     | 58        |
| 가온 벨소리 차트     | 15        |
| 가온 통화연결음 차트 | 11        |
| 빌보드 K-Pop 핫 100  | 3         |

| 차트 (2013)        | 최고 순위 |
| ------------------ | --------- |
| 가온 디지털 차트   | 140       |
| 가온 다운로드 차트 | 94        |
| 가온 스트리밍 차트 | 67        |